# Tero Koponen
Tero Koponen (* 17. Februar 1977) ist ein ehemaliger finnischer Skispringer.

## Werdegang
Koponen sprang ab 1992 im Continental Cup (COC) und konnte bereits in seiner ersten Saison 1992/93 insgesamt 20 COC-Punkte erreichen und stand am Ende der Saison auf dem 46. Platz der Gesamtwertung.
Bei der Junioren-Weltmeisterschaft 1994 in Breitenwang gewann er im Teamwettbewerb gemeinsam mit Jani Mattila, Janne Ahonen und Olli Happonen die Goldmedaille. Kurze zeit später gab er beim Springen am 5. März 1994 in Lahti sein Debüt im Skisprung-Weltcup. Er beendete das Springen auf dem 13. Platz und konnte so bereits in seinem ersten Springen auch seine ersten Weltcup-Punkte gewinnen. Auch in den folgenden Springen schaffte er den Sprung in die Punkteränge und beendete am Ende die Saison 1993/94 mit 74 Punkten auf Platz 41 in der Weltcup-Gesamtwertung. Zur Saison 1994/95 sprang Koponen wieder parallel im Weltcup und im Continental Cup. Die Vierschanzentournee 1994/95 beendete er dabei am Ende auf dem 39. Platz in der Tournee-Gesamtwertung. Die Springen im Weltcup absolvierte er mit wechselnden Ergebnissen. So sprang er nur selten in die Punkteränge. Ein Platz unter den besten Zehn blieb ihm verwehrt. Am Ende der Saison belegte er den 47. Platz in der Weltcup-Gesamtwertung. Die Saison 1995/96 wurde zu seiner erfolgreichsten Continental-Cup-Saison. Nach diversen Erfolgen kam er am Ende auf den 8. Platz in der Gesamtwertung und erzielte insgesamt 524 COC-Punkte. Die folgenden Jahre verliefen für Koponen jedoch in beiden Serien weitestgehend erfolglos. Lediglich in seiner Heimat Lahti konnte er bei Weltcup-Springen unter die besten 20 springen. Lahti war auch der Ort seines letzten Weltcup-Springens am 8. März 1998. Die Saison 1998/99 sprang er ausschließlich im Continental Cup. Nach nur 19 erreichten Punkten und Platz 127 in der Gesamtwertung beendete er jedoch anschließend seine aktive Skisprungkarriere.